# Milton Rodríguez Sarmiento
Milton Arlex Rodríguez Sarmiento (Guasca, 14 de enero de 1973) es un abogado y político colombiano. Miembro del Partido de la U, fue Senador de la República de Colombia de 2008 a 2018 y Representante a la Cámara por Cundinamarca entre 2002 y 2006. 

## Biografía
Nacido el 14 de enero de 1973, es abogado especializado en Derecho Administrativo de la Pontificia Universidad Javeriana. En su juventud fue miembro activo del Partido Conservador Colombiano.
Primero fue Concejal del Municipio de Guasca, Cundinamarca, en 1988, y luego llegó a la Asamblea Departamental de Cundinamarca como el diputado más joven de la historia de Colombia con tan solo 21 años. En 1998, volvió a la Asamblea como diputado por Cundinamarca. 
En el 2002 llegó a la Cámara de Representantes con la mayor votación de Cundinamarca. En 2008 llegó al Senado de la República tras la suspensión de William Montes, tras lo cual se retira del Partido Conservador e ingresa al Partido de la U.

## Congresista de Colombia
En las elecciones legislativas de 2002, fue elegido miembro de la Cámara de Representantes de Colombia con un total de 46.021 votos, la mayor votación en Cundinamarca. Posteriormente, en las elecciones legislativas de 2010, fue elegido senador con un total de 46.130 votos.

### Cargos públicos
Entre los cargos públicos ocupados por Milton Arlex Rodríguez Sarmiento, se identifican:
| Cargo público                 | Partido político               | Fecha Inicio         | Fecha Fin               |
| Senador de la República       | Partido de la U                | 7 de febrero de 2008 | 19 de julio de 2018     |
| Representante a la Cámara     | Partido Conservador Colombiano | 20 de julio de 2002  | 19 de julio de 2006     |
| Diputado de Cundinamarca      | Partido Conservador Colombiano | 1 de enero de 1993   | 31 de diciembre de 2002 |
| Concejal Guasca, Cundinamarca | Partido Conservador Colombiano | 1 de enero de 1988   | 31 de diciembre de 1992 |